# Hyundai i20
Hyundai i20 – samochód osobowy klasy subkompaktowej produkowany pod południowokoreańską marką Hyundai od 2008 roku. Od 2020 roku produkowana jest trzecia generacja modelu.

## Pierwsza generacja

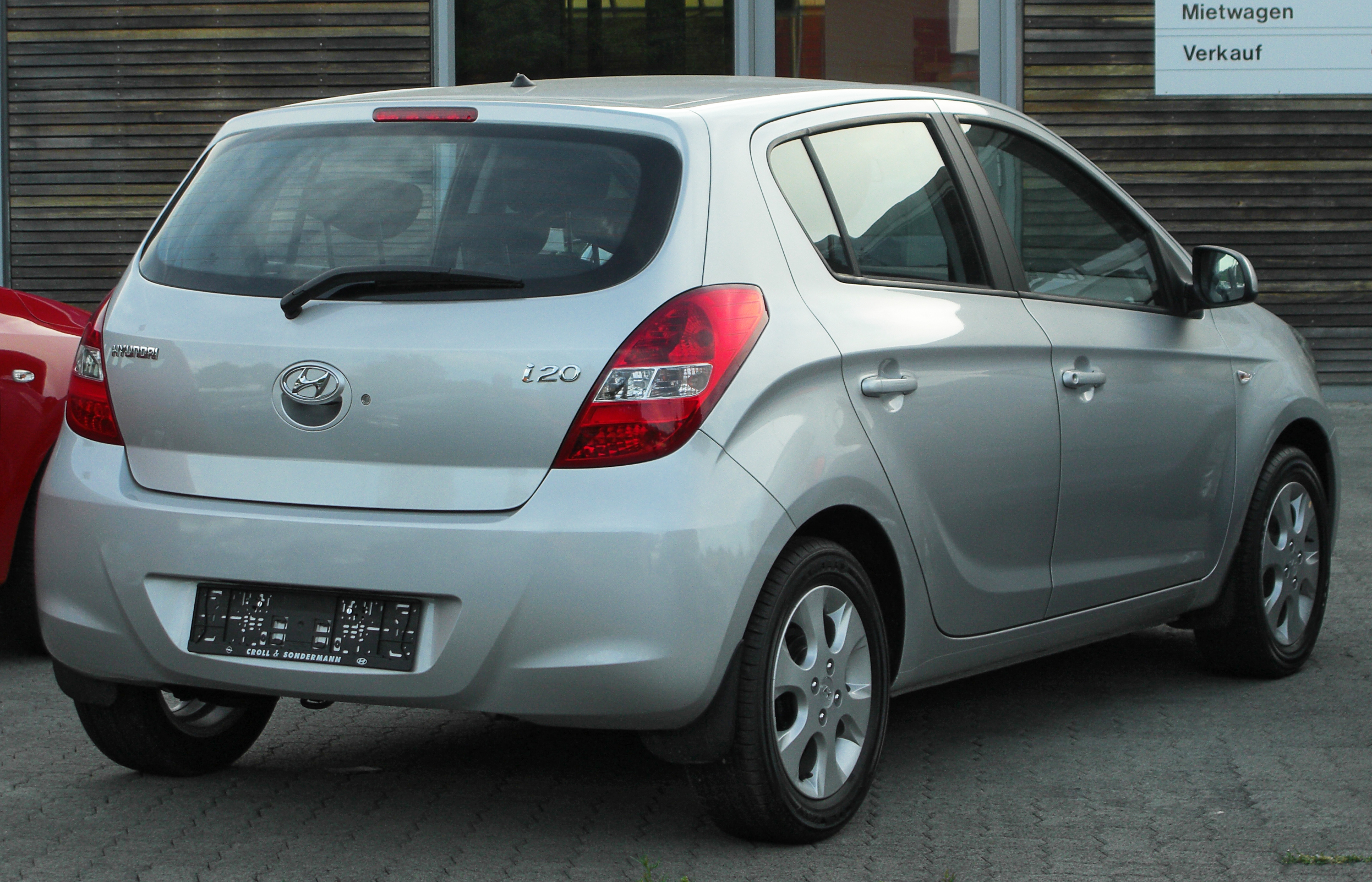
Hyundai i20 I – tył

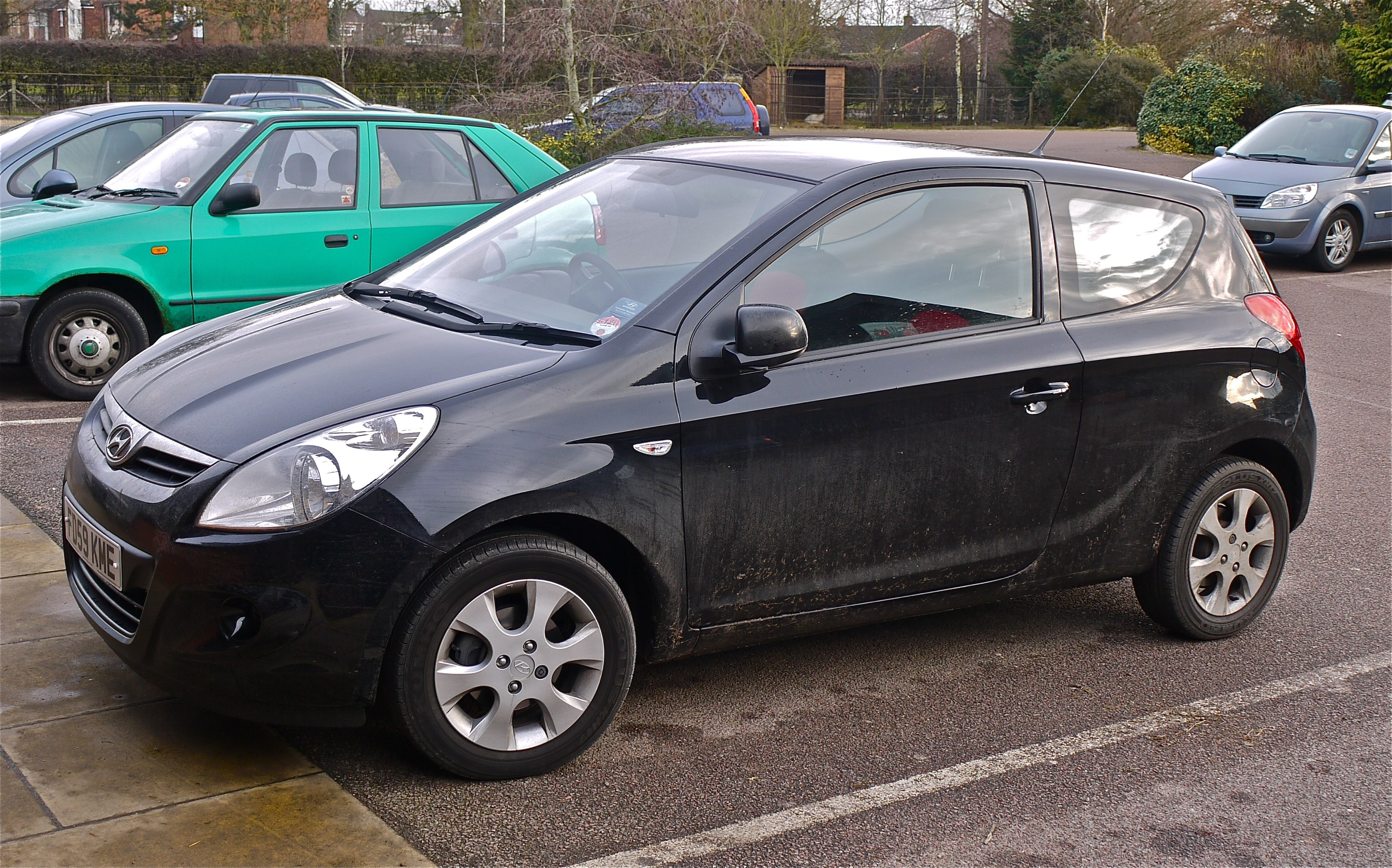
Hyundai i20 I 3D

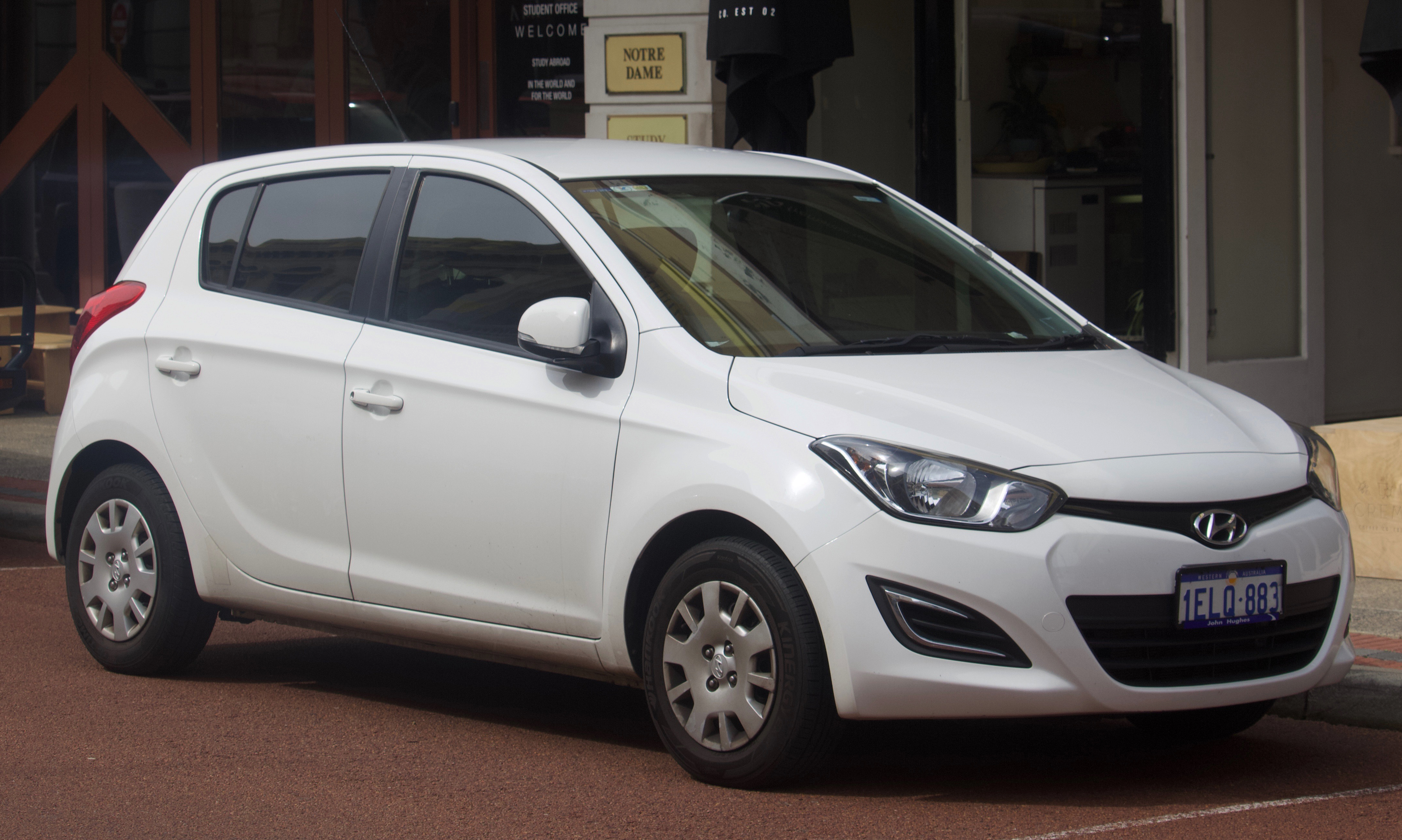
Hyundai i20 I po liftingu

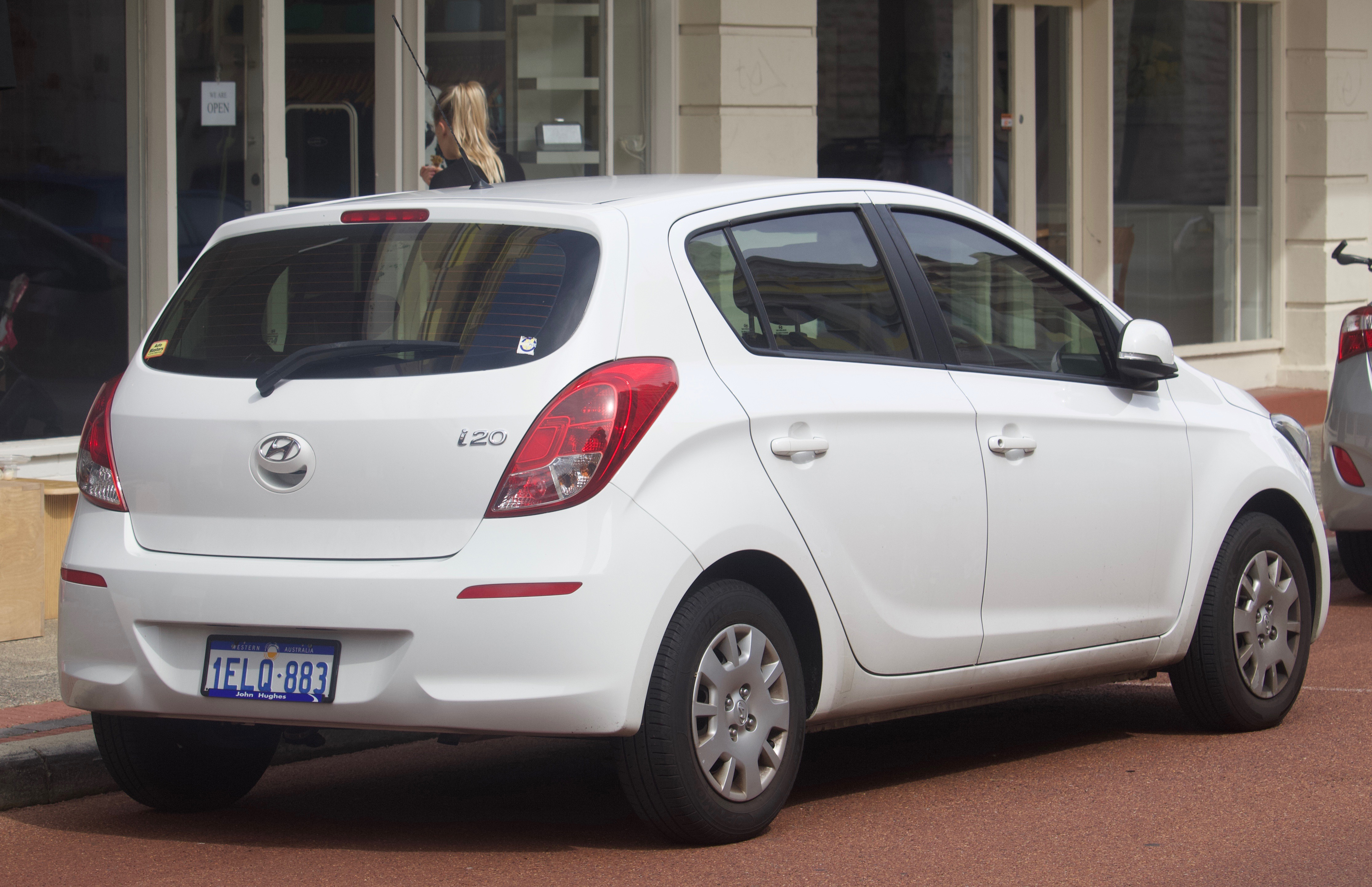
Hyundai i20 I – tył po liftingu

Hyundai i20 I został zaprezentowany po raz pierwszy w 2008 roku.
Pojazd zaprojektowany został w Europejskim Centrum Rozwojowym marki Hyundai w Rüsselsheim am Main w Niemczech jako nowy, miejski model mający na celu zastąpić dotychczas oferowanego w Europie hatchbacka Getz. Hyundai i20 otrzymał w stosunku do poprzednika nie tylko nowocześniejszą sylwetkę, ale i większe i przestronniejsze nadwozie.
Samochód otrzymał nazwę w ramach porządku literowo-numerycznego wdrożonego w 2007 roku jako trzeci model, po mniejszym i10 i większym i30. Światowy debiut pojazdu odbył się na miesiąc po prezentacji pierwszych informacji w internecie, mając miejsce w październiku 2008 roku podczas targów motoryzacyjnych w Paryżu.
Początkowo i20 pierwszej generacji zadebiutował jako 5-drzwiowy hatchback, jednak w lutym 2009 roku gamę nadwoziową skompletował także wariant 3-drzwiowy eksponujący biegnące po bocznych panelach przetłoczenia.

### Lifting
W marcu 2012 roku zaprezentowana została wersja po gruntownej restylizacji. Pojawił się zupełnie nowy pas przedni, gdzie zamontowano poziome, niżej umieszczone reflektory, a także zmodyfikowano kształt zderzaka oraz atrapy chłodnicy. Zmienił się także kształt zderzaka tylnego oraz wkłady w lampach tylnych.
Ponadto, zwiększona została o 55 mm długość pojazdu, a także wprowadzony został nowy silnik wysokoprężny o pojemności 1.1 l i mocy 75 KM, a modyfikacjom poddano wysokoprężną jednostkę 1.4 o mocy 90 KM.

### Wersje wyposażeniowe
- Active
- Classic
- Classic Plus
- Comfort
- Style
- Edition20 – wersja limitowana

Standardowe wyposażenie podstawowej wersji Classic obejmuje m.in. system ABS z EBD, 6 poduszek powietrznych, elektryczne wspomaganie kierownicy oraz radio CD/MP3. Bogatsza wersja Classic Plus wzbogacona jest m.in. w manualną klimatyzację, zamek centralny oraz elektryczne sterowanie szyb przednich. Wersja Comfort dodatkowo wyposażona została m.in. w elektryczne sterowanie lusterek, regulowany na wysokość fotel kierowcy, komputer pokładowy, wejście USB oraz wielofunkcyjną kierownicę. Najbogatsza wersja Style doposażona jest także m.in. w klimatyzację automatyczną, autoalarm, podgrzewane lusterka zewnętrzne, światła przeciwmgłowe, skórzaną kierownicę i dźwignię zmiany biegów, a także dwukolorową tapicerkę. Za dopłatą, auto wyposażone mogło zostać m.in. w metalizowany lakier oraz automatyczną skrzynię biegów.

### Dane techniczne
| Wersja                | Silnik:                          | Układ zasilania:   | Średnica × skok tłoka: | St. sprężania:     | Moc maksymalna:                   | Maks. moment obrotowy           | 0–100 km/h:        | V-max:             |
| Silniki benzynowe:    | Silniki benzynowe:               | Silniki benzynowe: | Silniki benzynowe:     | Silniki benzynowe: | Silniki benzynowe:                | Silniki benzynowe:              | Silniki benzynowe: | Silniki benzynowe: |
| --------------------- | -------------------------------- | ------------------ | ---------------------- | ------------------ | --------------------------------- | ------------------------------- | ------------------ | ------------------ |
| 1.3                   | R4 1.3 l (1248 cm³), DOHC        | wtrysk             | 71.00 × 78.80 mm       | 10.5:1             | 78 KM (57 kW) przy 6000 obr./min  | 119 N·m przy 4000 obr./min      | 12.9 s             | 170 km/h           |
| 1.4                   | R4 1.4 l (1396 cm³), DOHC        | wtrysk             | 77.00 × 75.00 mm       | 10.5:1             | 100 KM (75 kW) przy 5500 obr./min | 137 N·m przy 4200 obr./min      | 11.6 s             | 181 km/h           |
| 1.6                   | R4 1.6 l (1591 cm³), DOHC        | wtrysk             | 77.00 × 85.40 mm       | 10.5:1             | 126 KM (93 kW) przy 6300 obr./min | 157 N·m przy 4200 obr./min      | 9.5 s              | 190 km/h           |
| Silniki wysokoprężne: |                                  |                    |                        |                    |                                   |                                 |                    |                    |
| 1.6 CRDi              | R4 1.6 l (1582 cm³), DOHC, turbo | wtrysk common rail | 77.20 × 84.50 mm       | 17.3:1             | 116 KM (85 kW) przy 4000 obr./min | 260 N·m przy 1900-2750 obr./min | 10.7 s             | 190 km/h           |

## Druga generacja

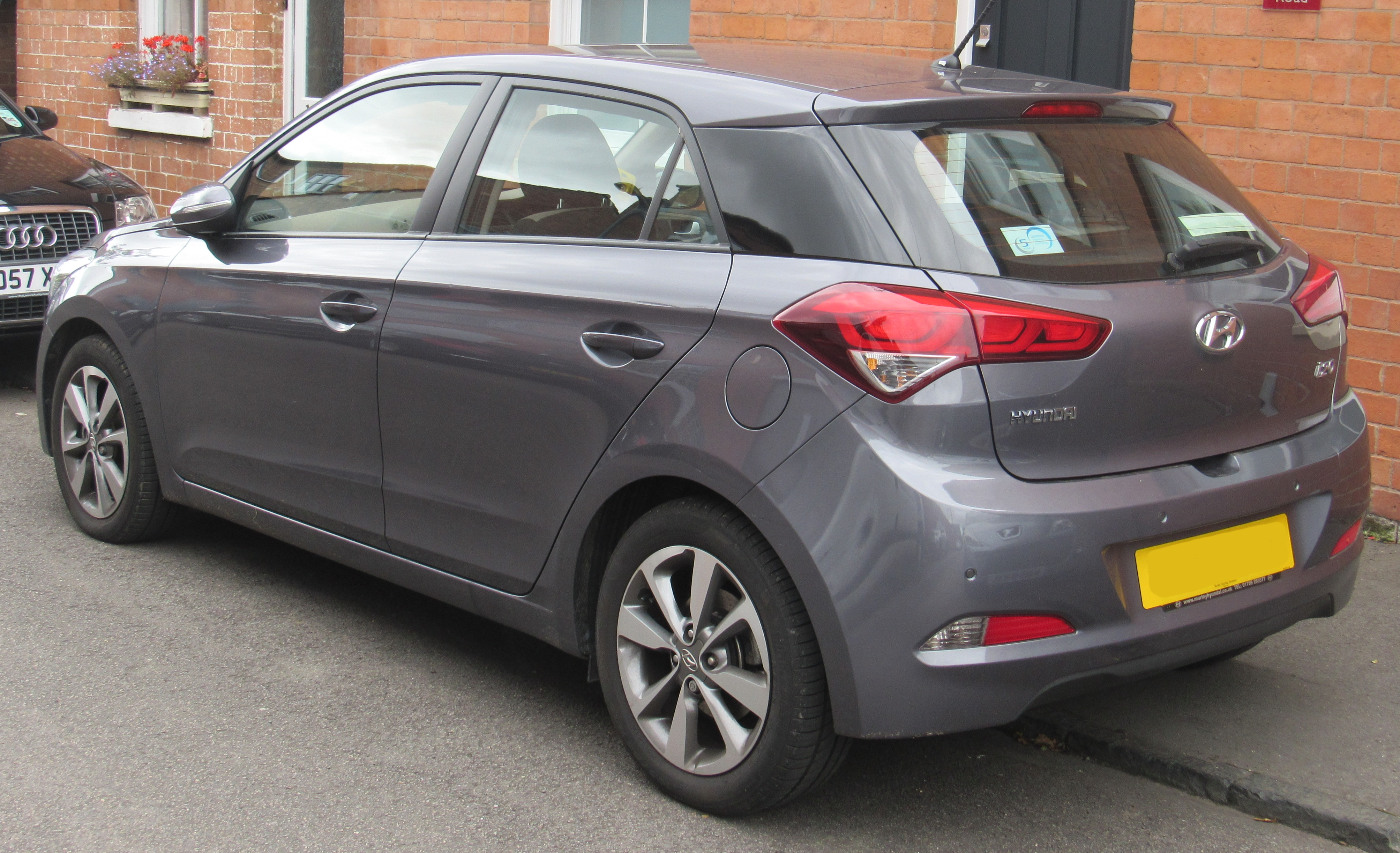
Hyundai i20 II – tył

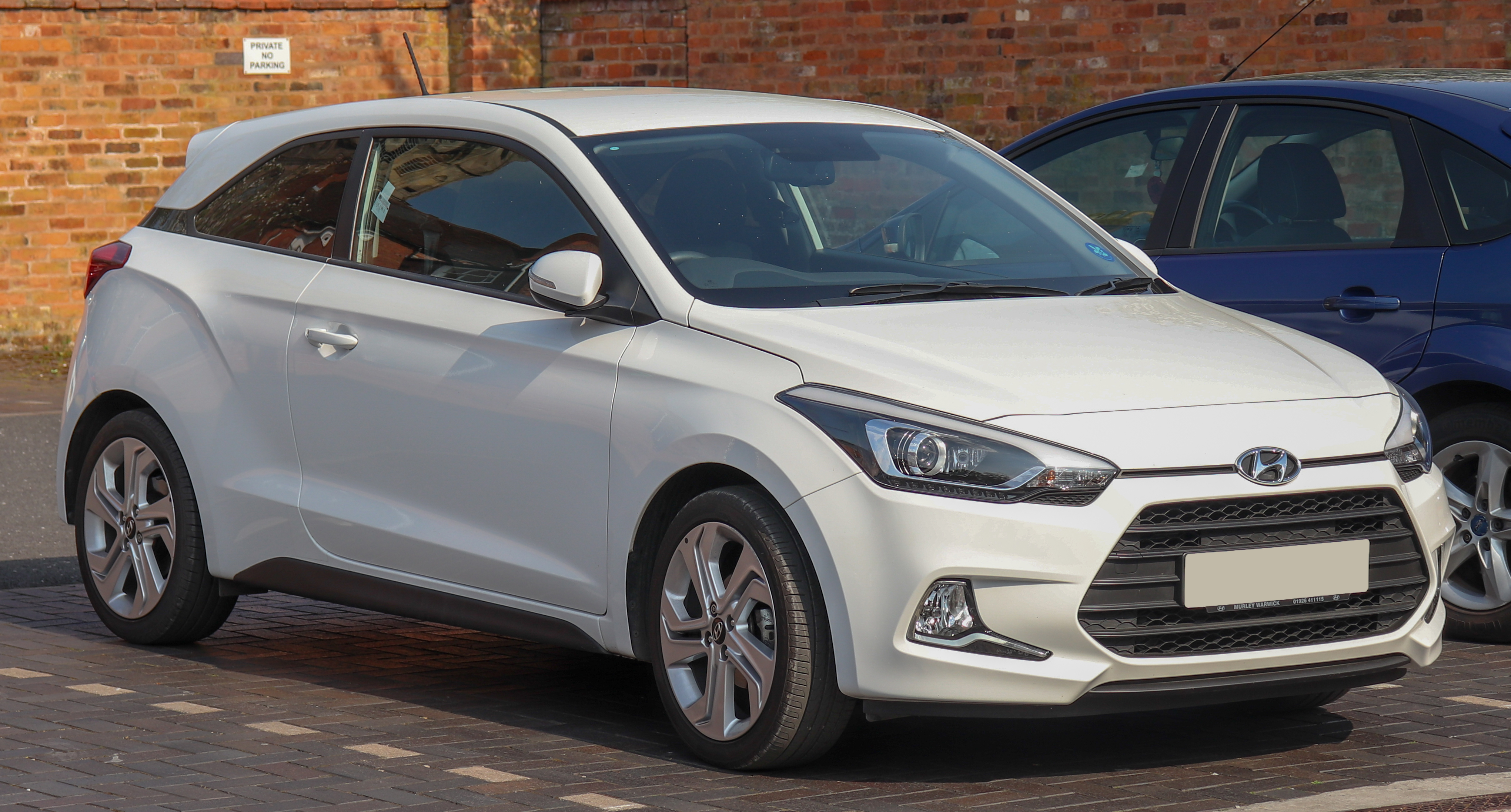
Hyundai i20 Coupe

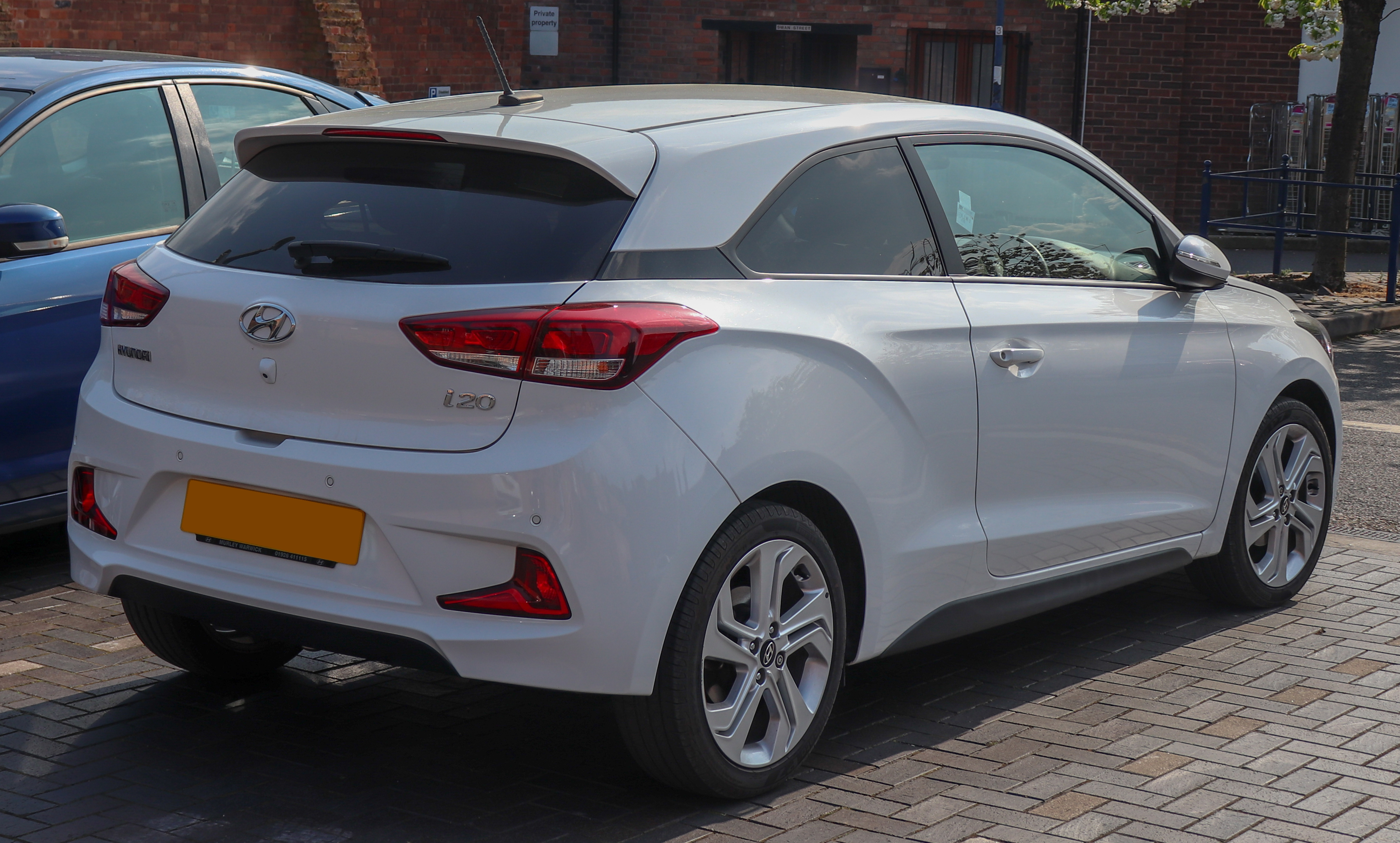
Hyundai i20 Coupe – tył

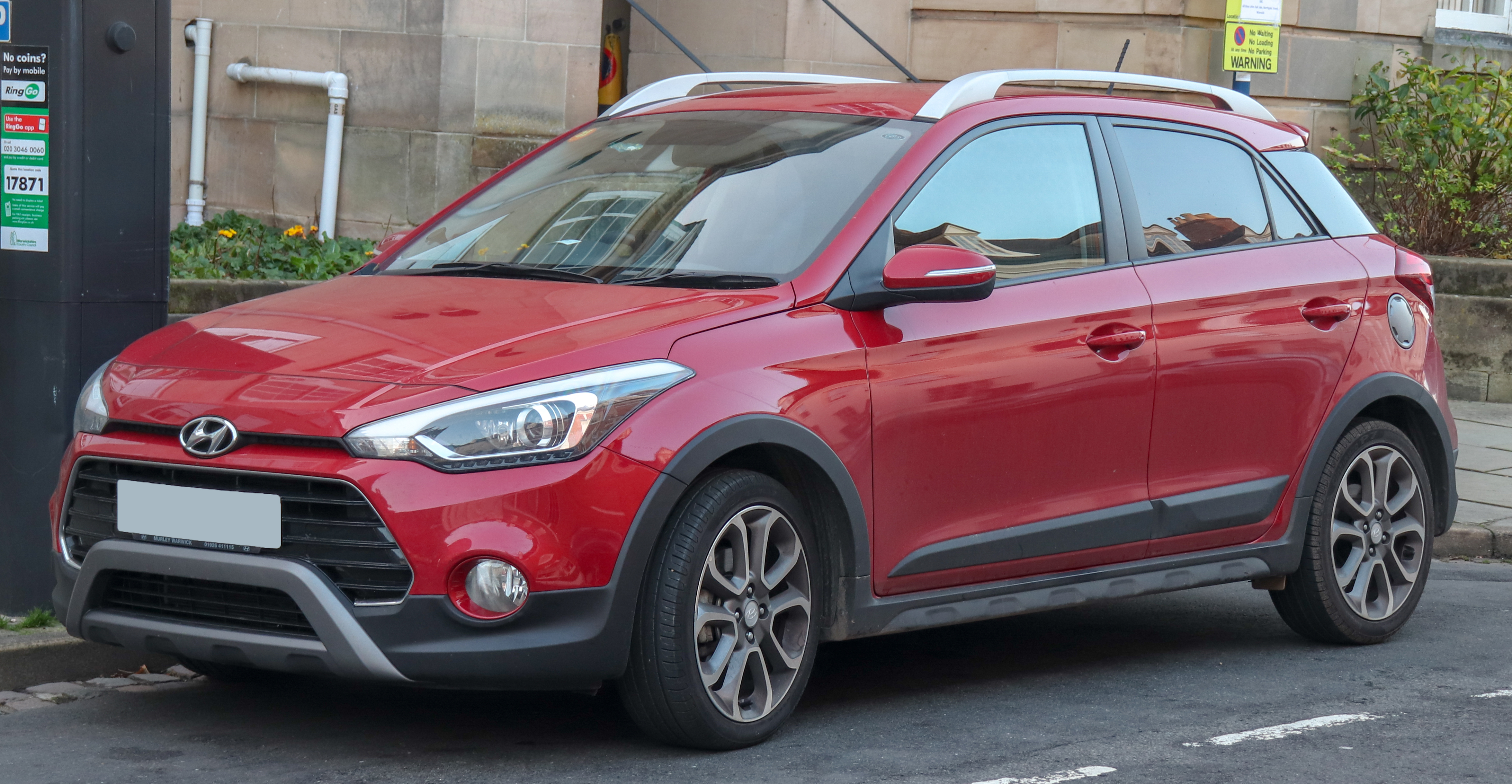
Hyundai i20 Active

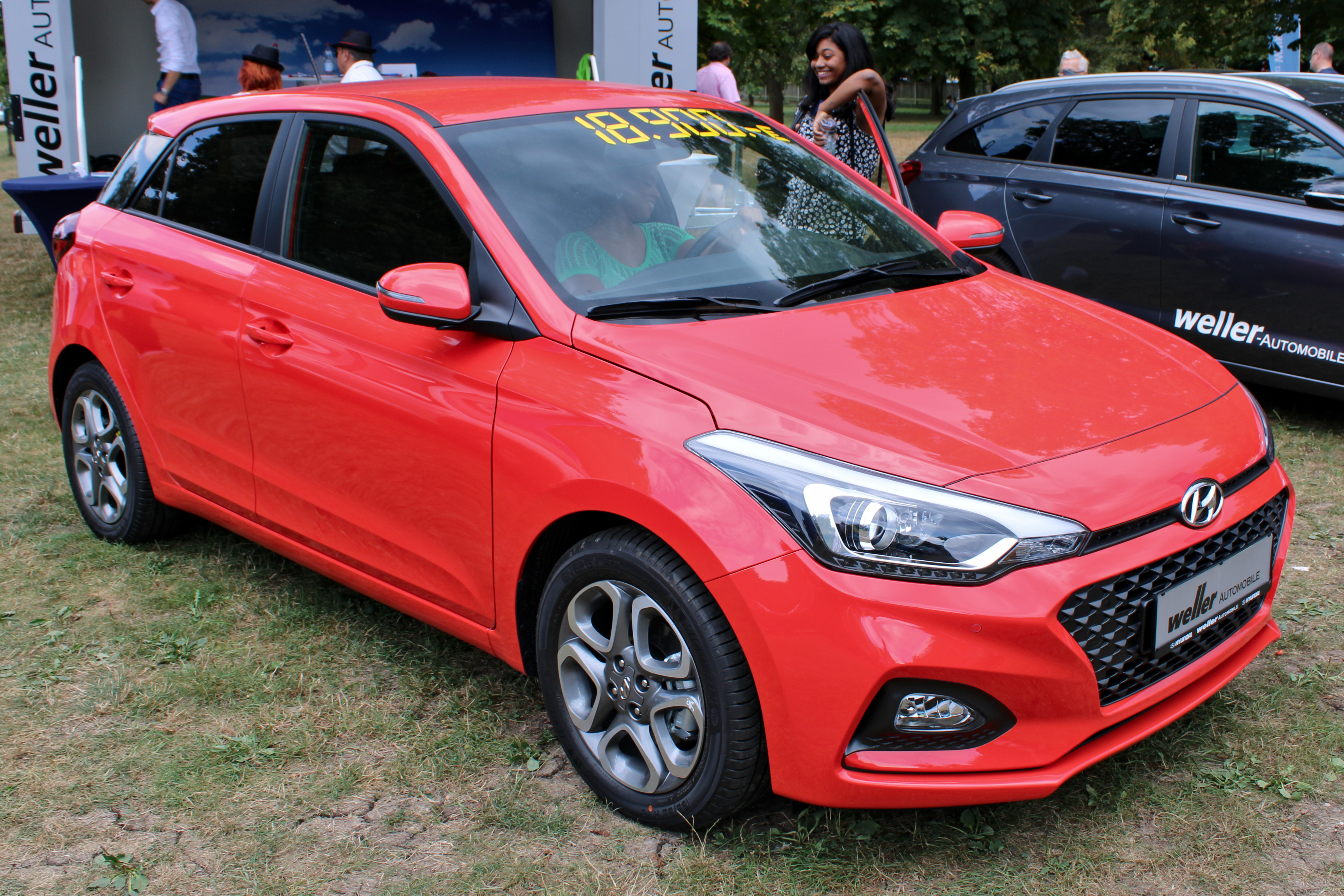
Hyundai i20 II po liftingu

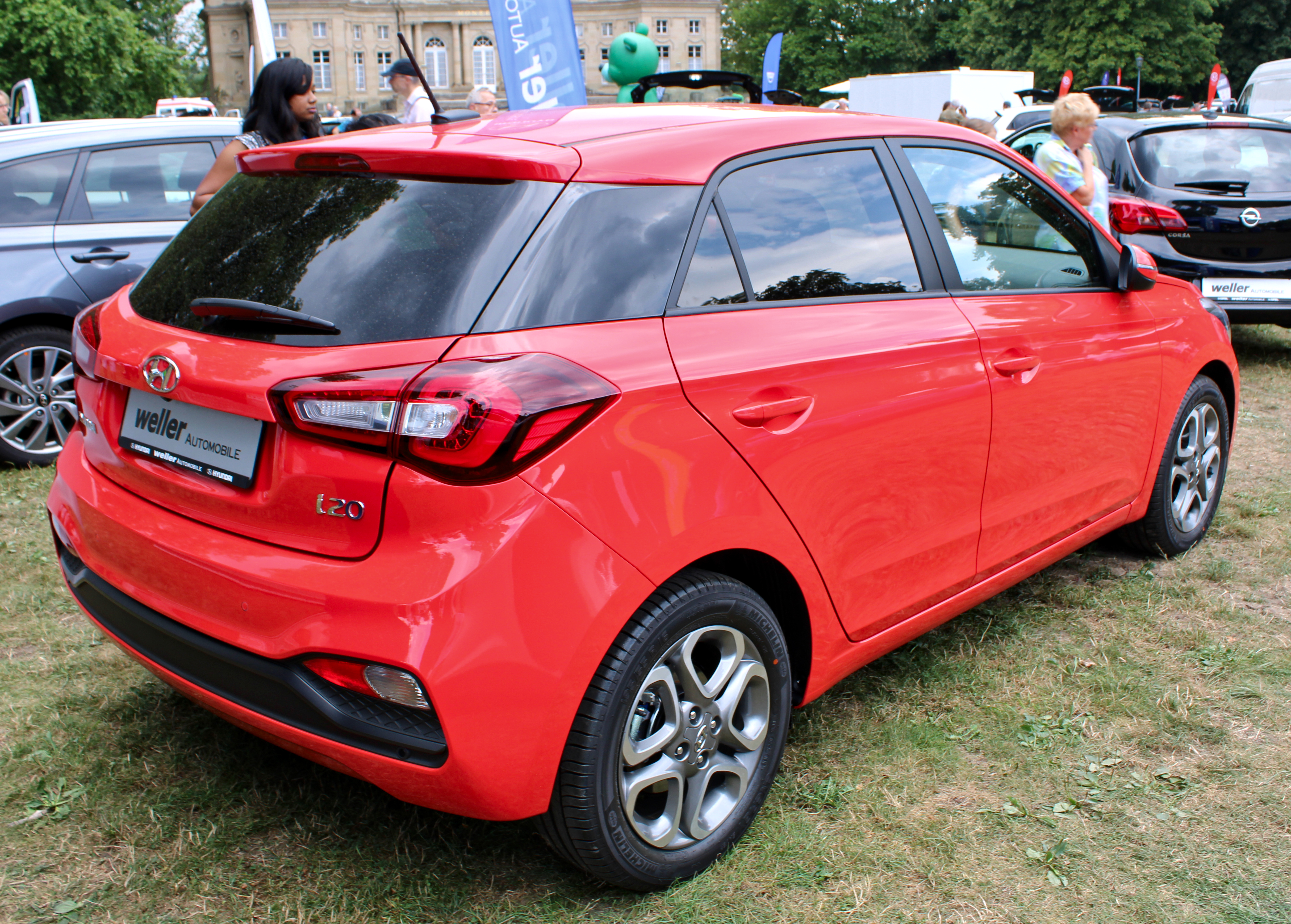
Hyundai i20 II – tył po liftingu

Hyundai i20 II został zaprezentowany po raz pierwszy w 2014 roku.
Druga generacja i20 powstała w oparciu o dwie różne platformy koncernu Hyundai. Przedstawiony w pierwszej kolejności wariant na rynek Indii o nazwie Elite i20 zbudowano na PB platform stosowaną w równolegle oferowanym poprzedniku. Odmianę przeznaczoną na rynek europejski zaprojektowano z kolei ponownie w Europejskim Centrum Rozwojowym w Niemczech, wykorzystując nową płytę podłogową koncernu GB platform dzieloną m.in. z pokrewnym modelem Kia Rio. Na debiut tej wersji producent ponownie wybrał targi motoryzacyjne w Paryżu.
Druga generacja Hyundaia i20 otrzymała masywniejszą sylwetkę, zaprojektowaną zgodnie z nowym językiem stylistycznym Fluidic Sculpture 2.0. W ten sposób, miejski hatchback zyskał charakterystyczny pas przedni z dużą, trapezową atrapą chłodnicy umieszczoną w zderzaku, powyżej którego umieszczono soczewkowe reflektory przednie ze światłami do jazdy dziennej wykonanymi w technologii LED. Cechą szczególną pojazdu została wysoko poprowadzona linia okien, a także pomalowany na czarno słupek C optycznie wydłużający linię okien w tylnej części nadwozia.
W przypadku tylnej części nadwozia, pierwotny projekt zakładał duże lampy w kształcie bumerangów z masywnymi kloszami umieszczonymi na krawędziach błotników. Jednakże producent zdecydował się odrzucić tę koncepcję tuż przed premierą, korygując i zmniejszając kształt tylnych lamp do mniej rozległych, zaokrąglonych pasów wykonanych w technologii LED.
W 2016 roku sprzedano w Polsce 3264 egzemplarze Hyundaia i20, dzięki czemu zajął 33 lokatę wśród najchętniej wybieranych samochodach w kraju.

### i20 Coupe
Pod koniec 2014 roku gamę i20 drugiej generacji poszerzył kolejny wariant, który pomimo nadwozia 3-drzwiowego hatchbacka otrzymał oficjalny przydomek i20 Coupe. Samochód otrzymał głębokie modyfikacje w stosunku do wersji 5-drzwiowej, otrzymując niżej poprowadzony dach, większy wlot powietrza w pasie przednim, mniejszą powierzchnię szyb, szersze tylne nadkola, a także spojler klapy bagażnika.

### i20 Active
Podczas targów motoryzacyjnych we Frankfurcie we wrześniu 2015 roku zaprezentowana została uterenowiona odmiana i20 Active nawiązująca swoją stylizacją do samochodów typu SUV. Pojazd wyróżniał się podwyższonym o 2 cm prześwitem, a także specjalnymi, plastikowymi nakładkami nadkoli oraz silnika i zmienionym kształtem obu zderzaków. Zawieszenie pojazdu zostało zmodyfikowane pod kątem jazdy w trudniejszych warunkach drogowych.

### Lifting
W połowie 2018 roku Hyundai i20 II przeszedł obszerną restylizację. Zmodernizowany został m.in. przedni zderzak i atrapa chłodnicy, nawiązując do nowszych konstrukcji producenta, za to największe zmiany przeszła tylna część nadwozia. Pojawiły się bardziej zaokrąglone lampy, za to miejsce na tablicę rejestracyjną przeniesiono ze zderzaka na klapę bagażnika.

### Wersje wyposażeniowe
- Classic
- Classic Plus
- Launch
- Comfort
- Premium
- Plus
- Premium SE
- SE
- Trend

W zależności od wybranej wersji wyposażeniowej pojazdu, auto wyposażone może być m.in. w system ABS, ESC, VSM, HAC, LWDS i ESP, czołowe, boczne i kurtynowe poduszki powietrzne, elektryczne sterowanie szyb, elektryczne sterowanie lusterek, zamek centralny, komputer pokładowy, światła do jazdy dziennej z funkcją Follow me Home, alarm, klimatyzację manualną bądź automatyczną, radio CD/MP3/USB/iPod/Bluetooth, światła przeciwmgłowe, wielofunkcyjną kierownicę, czujnik deszczu, fotochromatyczne lusterko wsteczne, podgrzewane lusterka zewnętrzne oraz zestaw wskaźników Supervision z wyświetlaczem TFT.

### Silniki
- L3 1.0l Kappa GDi
- L4 1.2l Kappa II
- L4 1.4l Kappa II
- L3 1.1l CRDi
- L4 1.4l CRDi

## Trzecia generacja

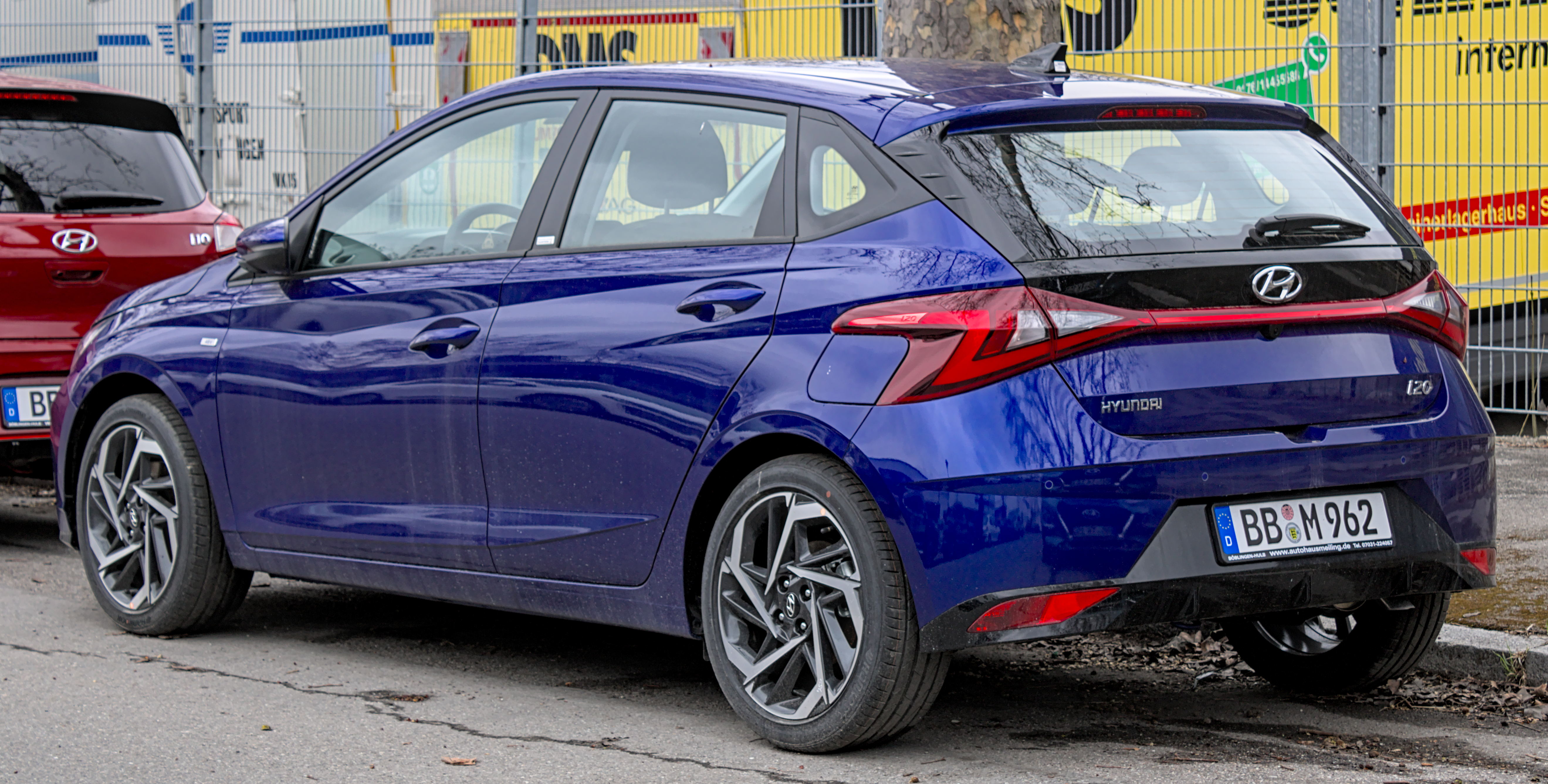
Hyundai i20 III – tył

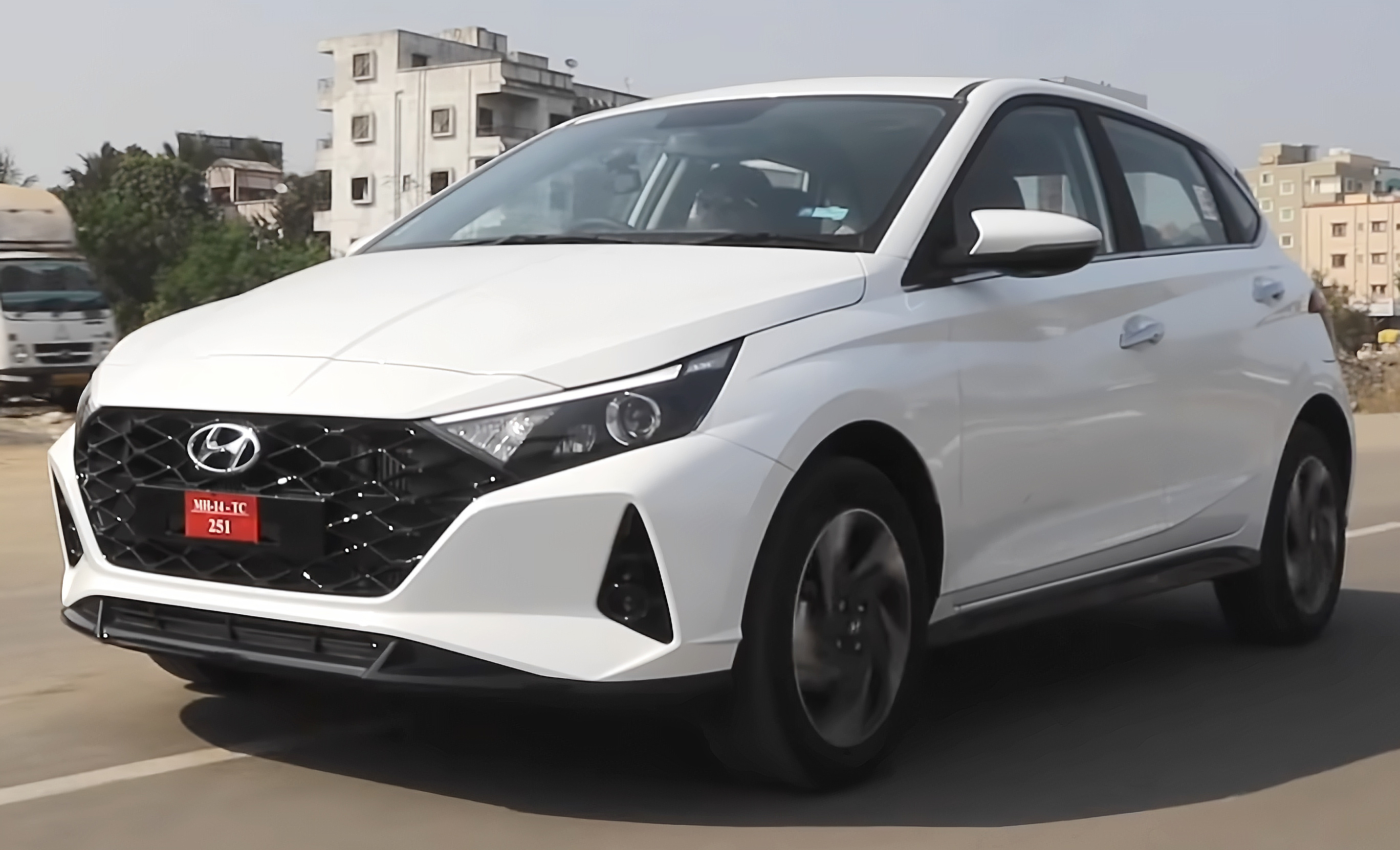
indyjski Hyundai i20 III

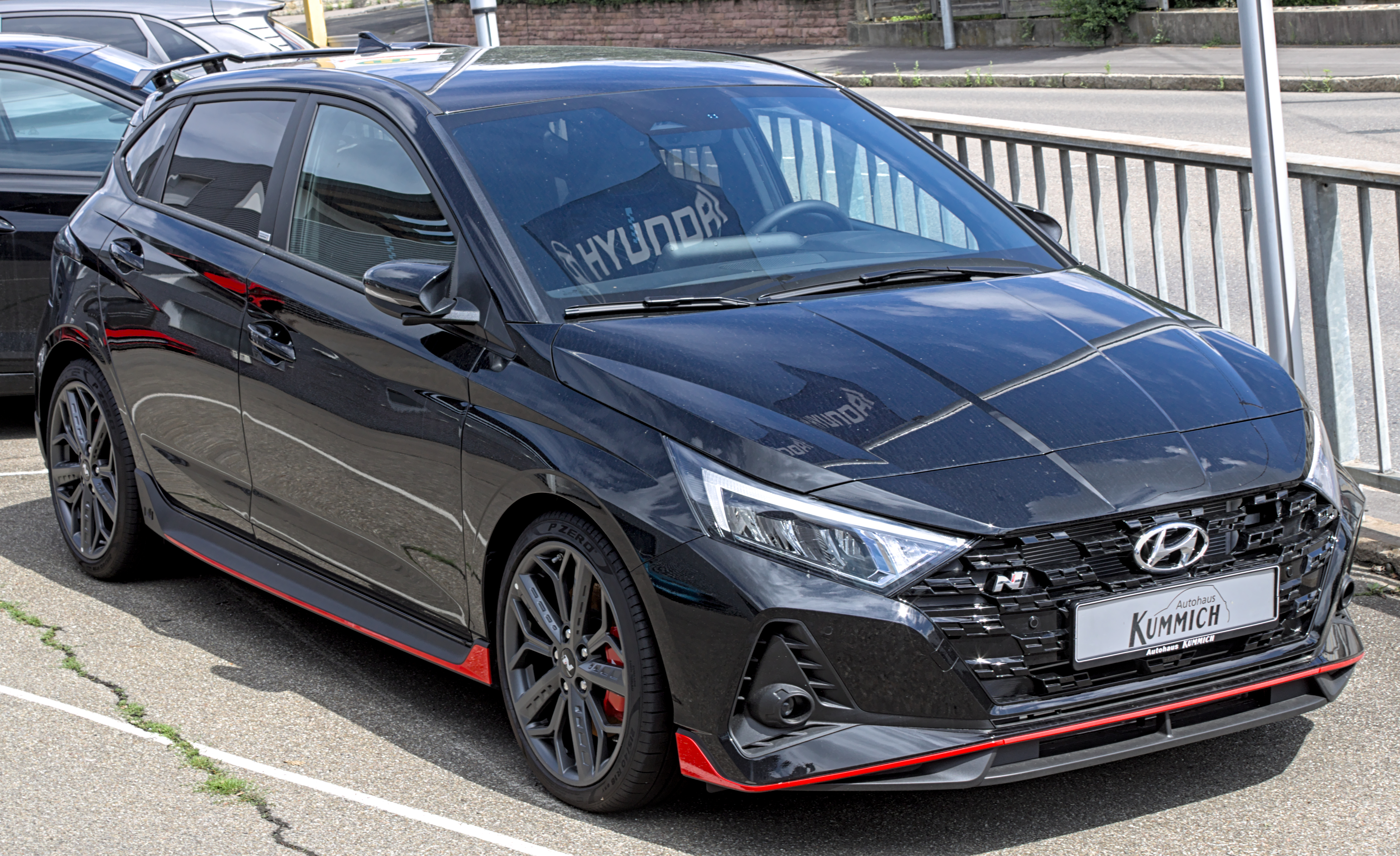
Hyundai i20 III N

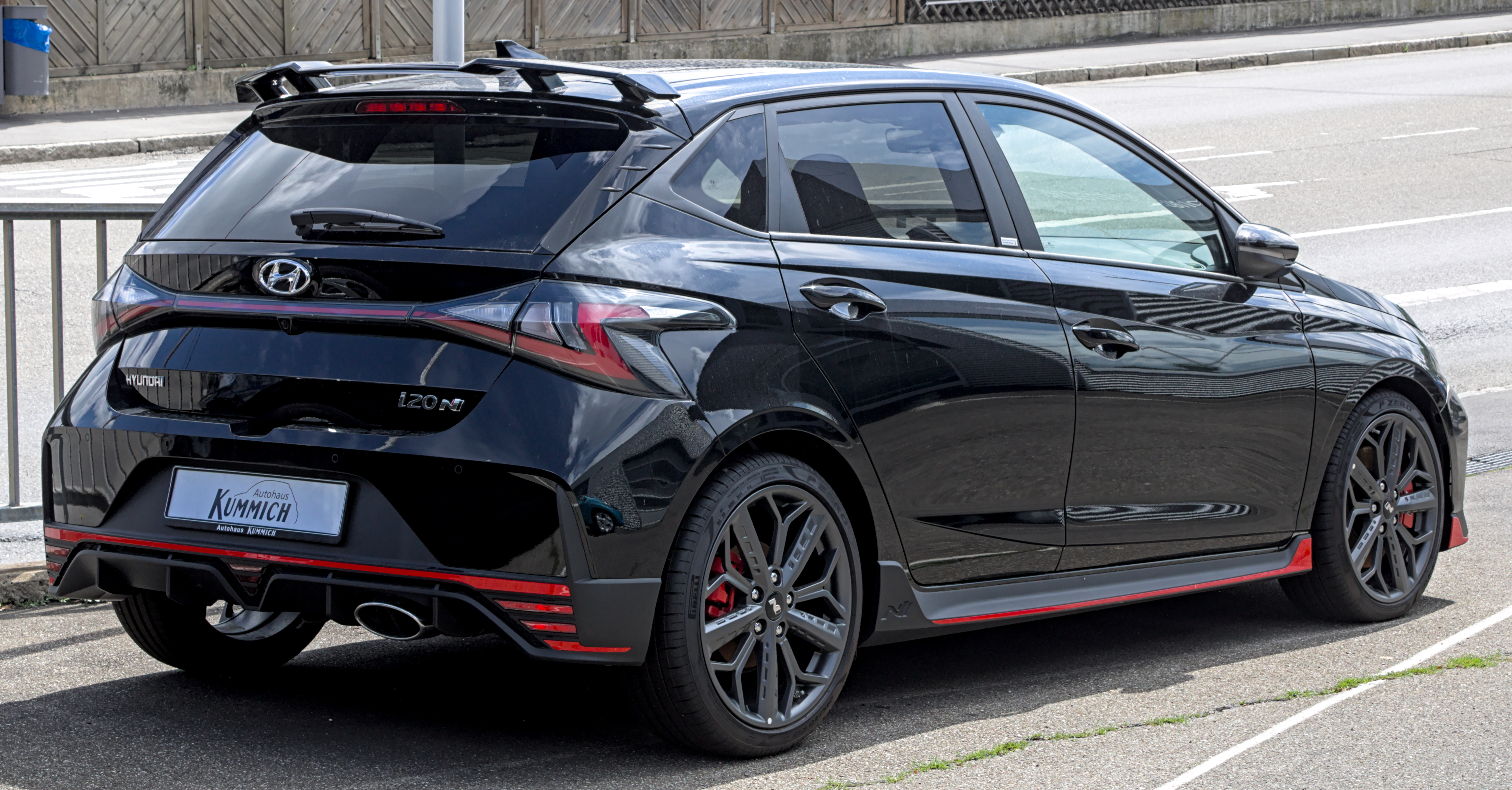
Hyundai i20 III N – tył

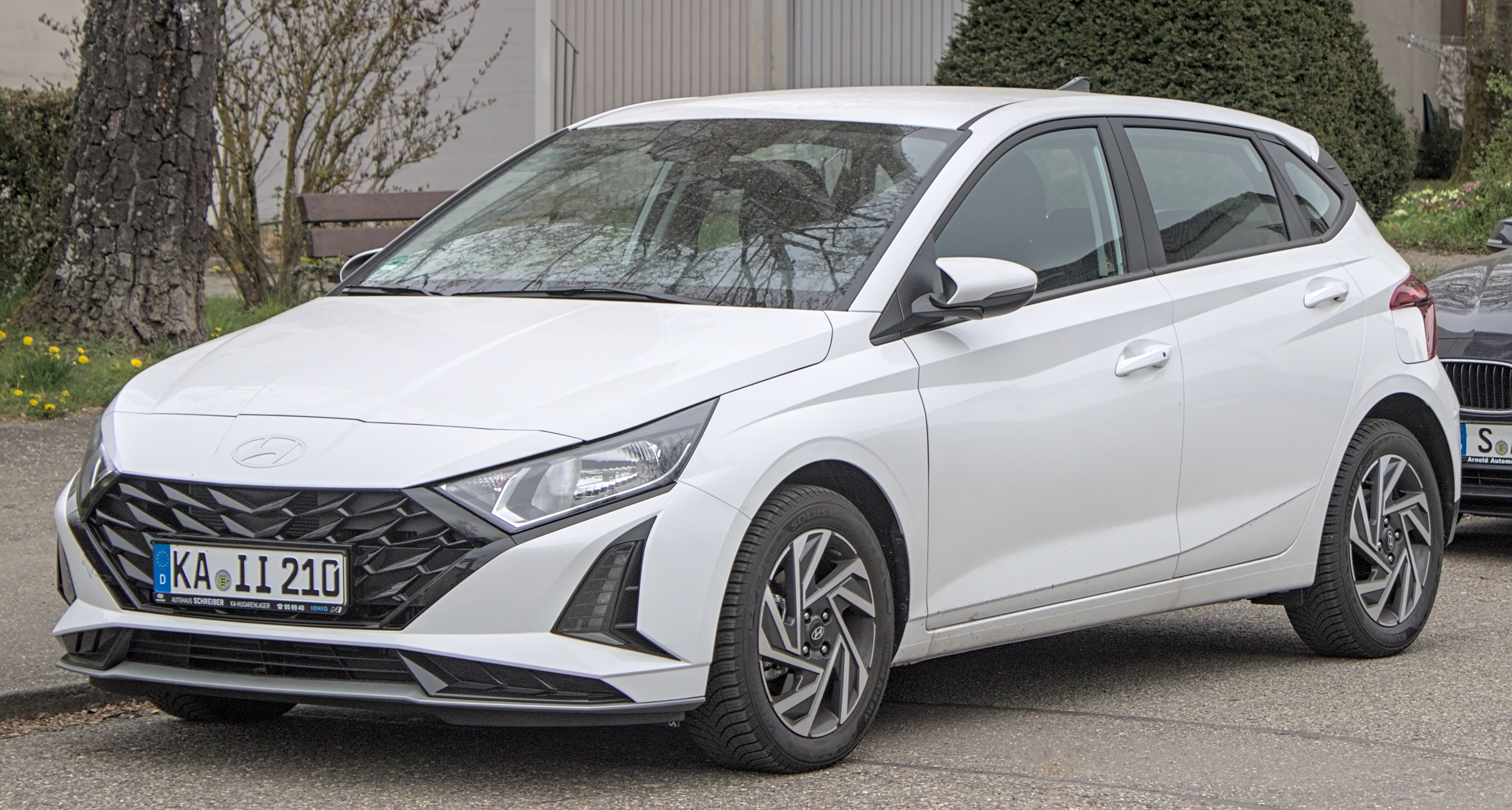
Hyundai i20 III po liftingu

Hyundai i20 III został zaprezentowany po raz pierwszy w 2020 roku.
Trzecia generacja i20 przeszła obszerną metamorfozę w stosunku do poprzednika, adaptując bardziej awangardową i futurystyczną stylistykę o przydomku Sensuous Sportiness jako pierwszy model Hyundaia od momentu jej wdrożenia w 2019 roku. Tym razem oferowany wyłącznie jako 5-drzwiowy hatchback, pojazd otrzymał gwałtownie opadającą linię maski z nisko osadzonym sześciokątnym wlotem powietrza, na którym umieszczono zarówno logo producenta, jak i miejsce na tablicę rejestracyjną. Ostro zarysowane, agresywnie ukształtowane reflektory tworzą jedną linię z atrapą chłodnicy, opadając ku dołowi.
Boczną część nadwozia przyozdobiły dwa, przenikające i równolegle biegnące przetłoczenia, z kolei tylna część nadwozia otrzymała ostro zarysowane, zachodzące na błotniki lampy połączone biegnącą przez całą szerokość bagażnika odblaskową poprzeczką. Podobnie jak w przypadku poprzednika, klapa bagażnika została optycznie połączona z linią okien dzięki czarnej nakładce na słupkach C.
Kabina pasażerska została przeprojektowana pod kątem wygospodarowania większej przestrzeni na tylnej kanapie, a także w bagażniku, którego pojemność wzrosła do 351 litrów. Nowy projekt otrzymała deska rozdzielcza, która poza kołem kierownicy zapożyczonym z takich modeli jak nowe wcielenia sedanów Sonata i Elantra, otrzymała także wyeksponowany w górnej części konsoli centralnej duży, opcjonalny 10,25-calowy ekran dotykowy systemu multimedialnego, a także uproszczony zestaw przyrządów z dostępnym w najdroższych odmianach cyfrowym panelem zegarów.

### i20 N-Line
We wrześniu 2020 roku gama i20 trzeciej generacji została wzbogacona przez topowy wariant i20 N-Line. Wizualnie otrzymał on dwukolorowe malowanie nadwozia z czarnym dachem, większe wloty powietrza przy krawędziach przedniego zderzaka, inny układ poprzeczek w atrapie chłodnicy, a także dodatkowe nakładki na progi, dedykowany wzór 17-calowych alufelg, dyfuzor tylnego zderzaka i podwójną, chromowaną końcówkę wydechu.
Pod kątem technicznym samochód napędzany jest 1,2-litrowym silnikiem o mocy 84 KM, a także 1-litrowym o mocy 100 KM lub 120 KM w połączeniu z manualną lub automatyczną przekładnią biegów. Początek sprzedaży producent zaplanował na wiosnę 2021 roku.

### i20 N
Miesiąc po premierze i20 N-Line, na szczycie oferty trzeciej generacji i20 po raz pierwszy znalazł się sportowy wariant typu hot hatch o nazwie i20 N. Skonstruowany przez oddział Hyundai N zajmujący się rozwojem wyczynowych wariantów modeli południowokoreańskiego producenta, samochód napędzany jest 1,6-litrowym silnikiem benzynowym T-GDi o mocy 204 KM i maksymalnym momencie obrotowym 275 Nm, zapewniając przyśpieszenie od 0 do 100 km/h w 6,3 sekund i prędkość maksymalną 230 km/h. Ponadto, i20 N otrzymał obniżone o 10 mm, sportowe zawieszenie, 18-calowe alufelgi, a także duży spojler, większe wloty powietrza w zderzakach i typowe dla sportowych Hyundaiów błękitne malowanie nadwozia Performance Blue. Samochód oferuje również system N Grin Control, który oferuje 5 różnych trybów sportowej jazdy. Podobnie jak w przypadku wersji N-Line, uzupełnienie oferty producenta przez Hyundaia i20 N miało miejsce wiosną 2021 roku. Produkcja zakończyła się już 3 lata później, w lutym 2024 roku, w ramach wycofania się z oferowania spalinowych modeli z serii "N".

### Lifting
W maju 2023 zaprezentowana została trzecia generacja i20 po kosmetycznej restylizacji. W jej ramach przeprojektowano przedni oraz tylny zderzak, a ponadto przeniesiono logo firmowe z osłony chłodnicy na krawędź zderzaka. Poza zmianami wizualnymi, we wnętrzu zastąpiono dotychczasowe klasyczne porty USB nowymi w technologii USB-C, a także wzbogacono wyposażenie standardowe z zakresu bezpieczeństwa.

### Silniki
- L3 1.0l Kappa GDi
- L4 1.2l Kappa II
- L4 1.6l Gamma T-GDi
- L4 1.5l CRDi